# Kopidlo
Kopidlo è un comune della Repubblica Ceca facente parte del distretto di Plzeň-sever, nella regione di Plzeň.